# Békéscsaba (distrikt)
Békéscsaba är ett distrikt i Ungern. Det ligger i provinsen Békés, i den centrala delen av landet, 180 km sydost om huvudstaden Budapest.